# Marianne Löfgren
Jeannette Wedday Marianne Ida Carolina Löfgren (Stoccolma, 24 febbraio 1910 – Stoccolma, 4 settembre 1957) è stata un'attrice svedese.

## Filmografia parziale
- Solo una notte (En enda natt), regia di Gustaf Molander (1939)
- Juninatten, regia di Per Lindberg (1940)
- Elvira Madigan, regia di Åke Ohberg (1943)
- En förtjusande fröken, regia di Börje Larsson (1945)
- Crisi (Kris), regia di Ingmar Bergman (1946)
- Flicka och hyacinter, regia di Hasse Ekman (1950)